# 魏裳
魏裳（1520年—1574年），字順甫，號蘭川子，湖廣武昌府蒲圻縣人，明朝中期文學家、政治人物。

## 生平
曾受業於王世貞門下。嘉靖二十五年（1546年）丙午科湖廣鄉試第十二名舉人，三十一歲中式嘉靖二十九年（1550年）庚戌科二甲進士，授刑部山西司主事，歷升郎中。任濟南府知府，升山西按察司副使，分巡冀南道，罷歸，閉門著述。
魏裳與南昌余曰德（字德甫）、銅梁张佳胤（字肖甫）、新蔡張九一（字助甫）同有文名，時稱“四甫”。又為王世貞所稱之“後五子”之一。萬曆二年（1579年）卒。著有《楚史》、《仁山堂集》等。

## 家族
曾祖魏碧，湯塘居士。祖父魏溶，號質菴，四川鄰水知縣；祖母袁氏。伯父魏正初，嘉靖戊子舉人，官易州、蓬州知州、襄王府長史。父魏正蒙，號頤貞。母李氏。具慶下。兄魏表（甲午舉人、貢士），弟製、袠、袤、裁、裹、袗、裭、袞。四子：朴如（卫辉府同知）、彬如、栗如、樂如。

## 外部連結
- 历史名人 （页面存档备份，存于） 赤壁市政務門戶網

| 官衔          | 官衔                    | 官衔          |
| ------------- | ----------------------- | ------------- |
| 前任： 曹三暘 | 明朝濟南府知府 嘉靖年間 | 繼任： 郭廷臣 |